# Jollain (graveurs)
Jollain (également orthographié Jolin  et Iollain  ) est le nom d'une famille de graveurs et d'éditeurs de gravures français qui ont vécu et travaillé aux XVIIe et XVIIIe siècles, principalement à Paris. Leurs gravures sont souvent publiées sous la mention Chez Jollain.

## Dynastie
Gérard Jollain (mentionné pour la première fois en 1660, inhumé le 28 mai 1683) est graveur sur cuivre. Le Bénézit le présente comme Gérard Jolin (ou Jollain) et dit qu'il réside rue Saint-Jacques à Paris sous l'enseigne Ville de Cologne et qu'il est le père de François-Gérard Jollain (ci-après).
François Jollain (vers 1641 – 18 avril 1704) est graveur sur cuivre. Le Bénézit le nomme François-Gérard Jolin (ou Jollain) l'ainé (l'aîné) et le dit graveur au burin. Il réalise principalement de portraits. Il est le fils de Gérard Jolin (précédent), frère de François-Gérard (1660-1735?) et de Gérard II Jollain (1638-1724?). Il est cité en février 1697 comme marchand graveur juré, mouleur de bois.
Jacques Jollain (mentionné pour la première fois en 1679) est graveur sur cuivre. Le Bénézit donne son nom comme étant Jacques Jolin le jeune et le décrit également comme un graveur au burin, qui réalise des portraits et résidait à Paris aux XVIIe et XVIIIe siècles.
François Jollain (1697-1778), dit Jollain François le Jeune et Joullain François Gérard, graveur et marchand d'estampes, collabore à l'édition des œuvres de Molière, illustrée par Boucher.
Gérard Jollain II (1638-1724), fils de Gérard Ier, (mentionné pour la première fois en 1704, mentionné pour la dernière fois en 1719), frère de François Jollain (1641 – 1704), est graveur sur cuivre, installé rue Saint-Jacques à l'Enfant-Jésus. Il est l'oncle de  Gérard (-Charles)-François Jollain (1683?-1744?). 

## Activité
L'atelier Jollain est à l'origine de la première gravure de musique de clavecin en France.

## Galerie

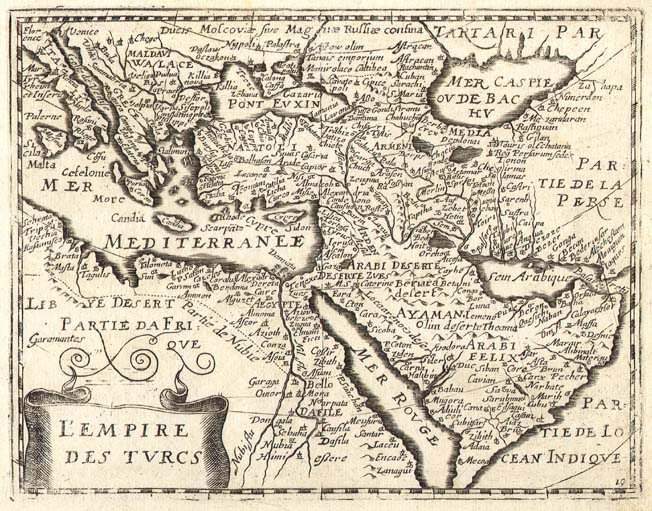
Carte de l'Empire turc (1667)
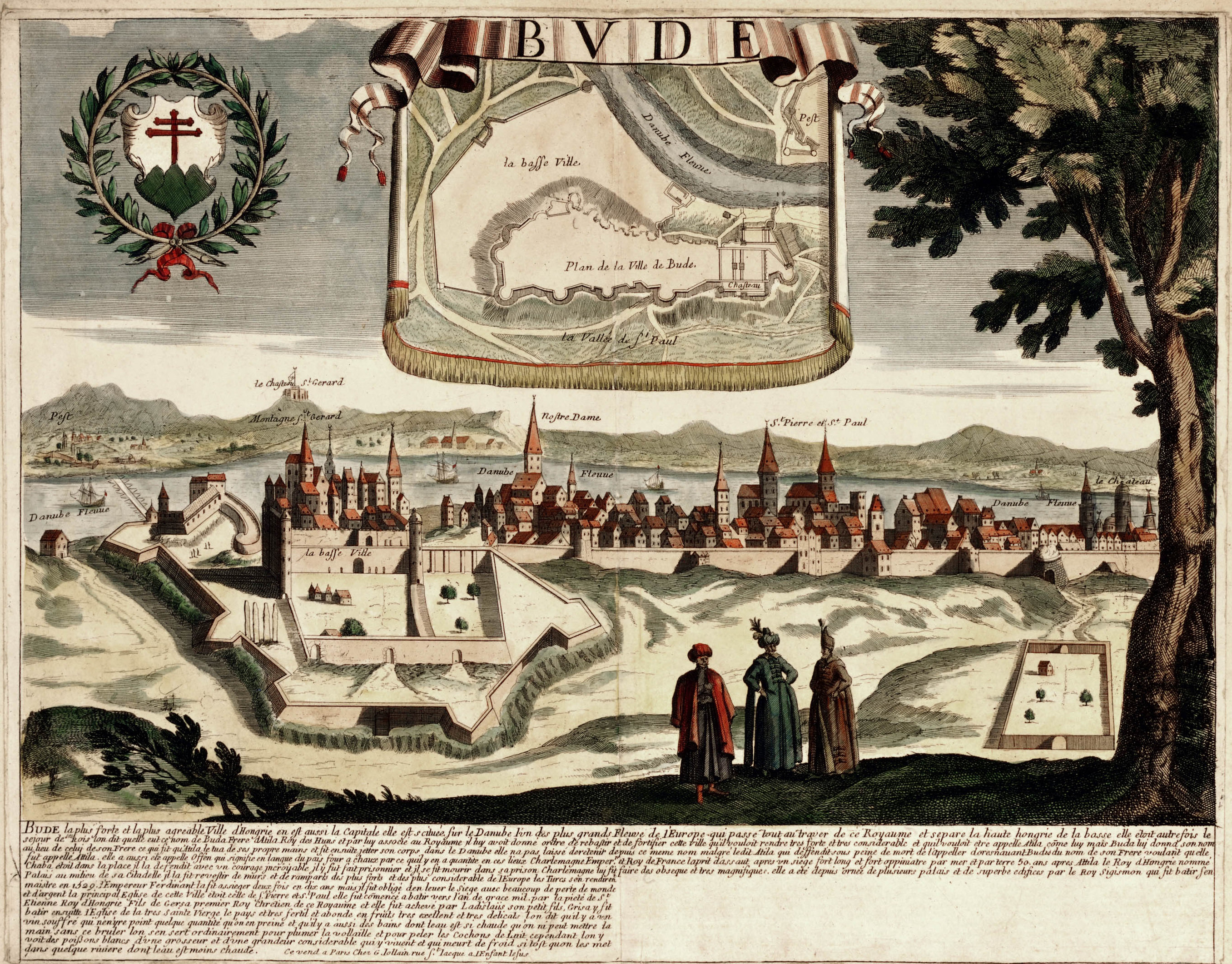
Vue et plan de Buda
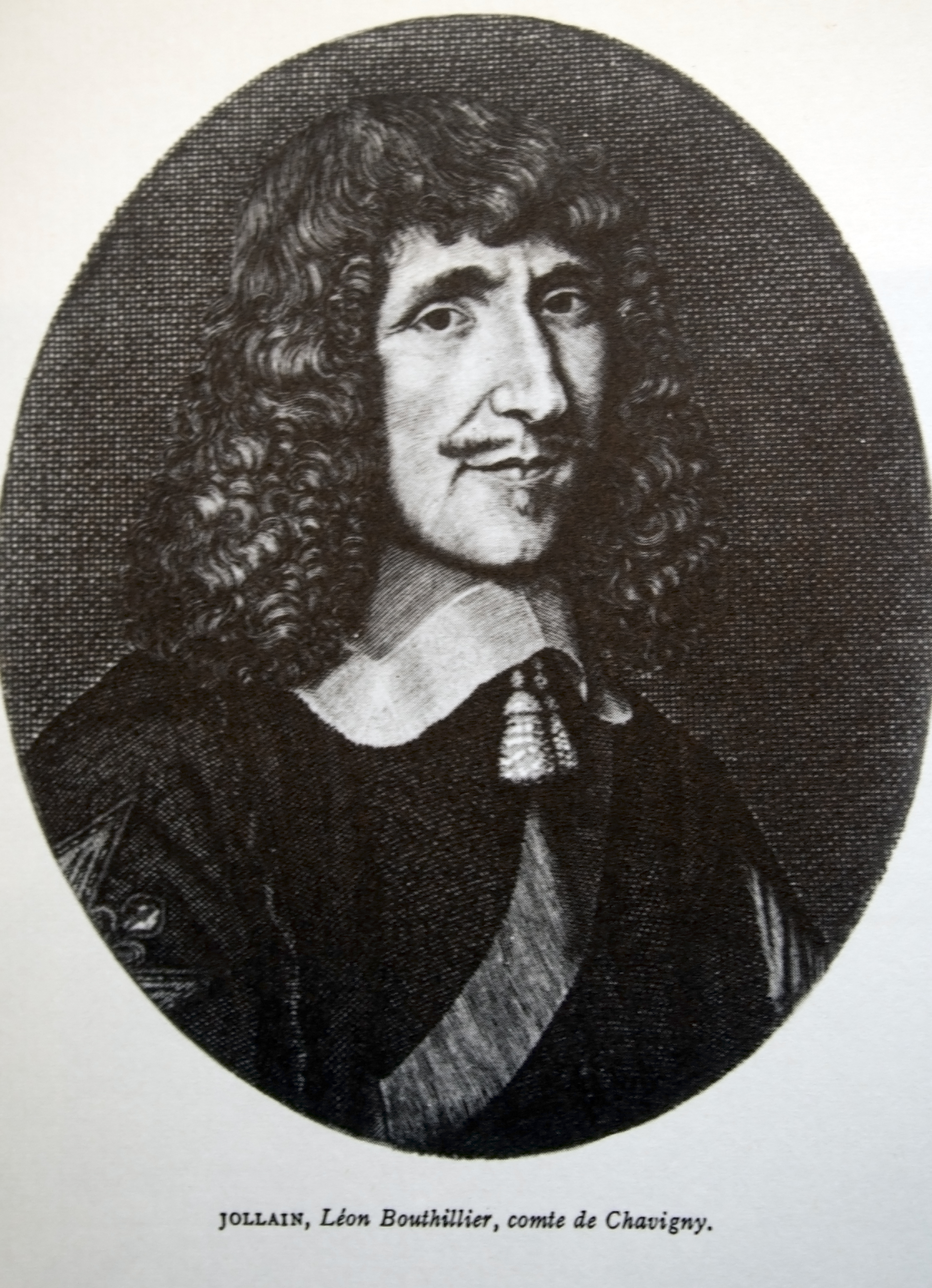
Léon Bouthillier
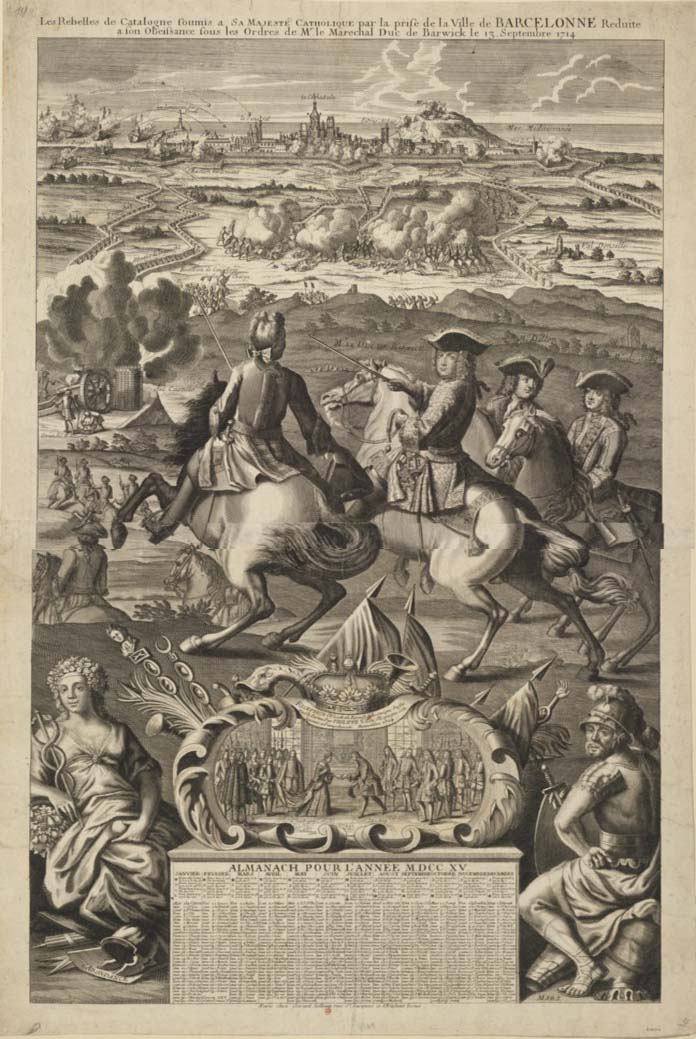
Siège de Barcelone (Gérard Jollain, 1715)
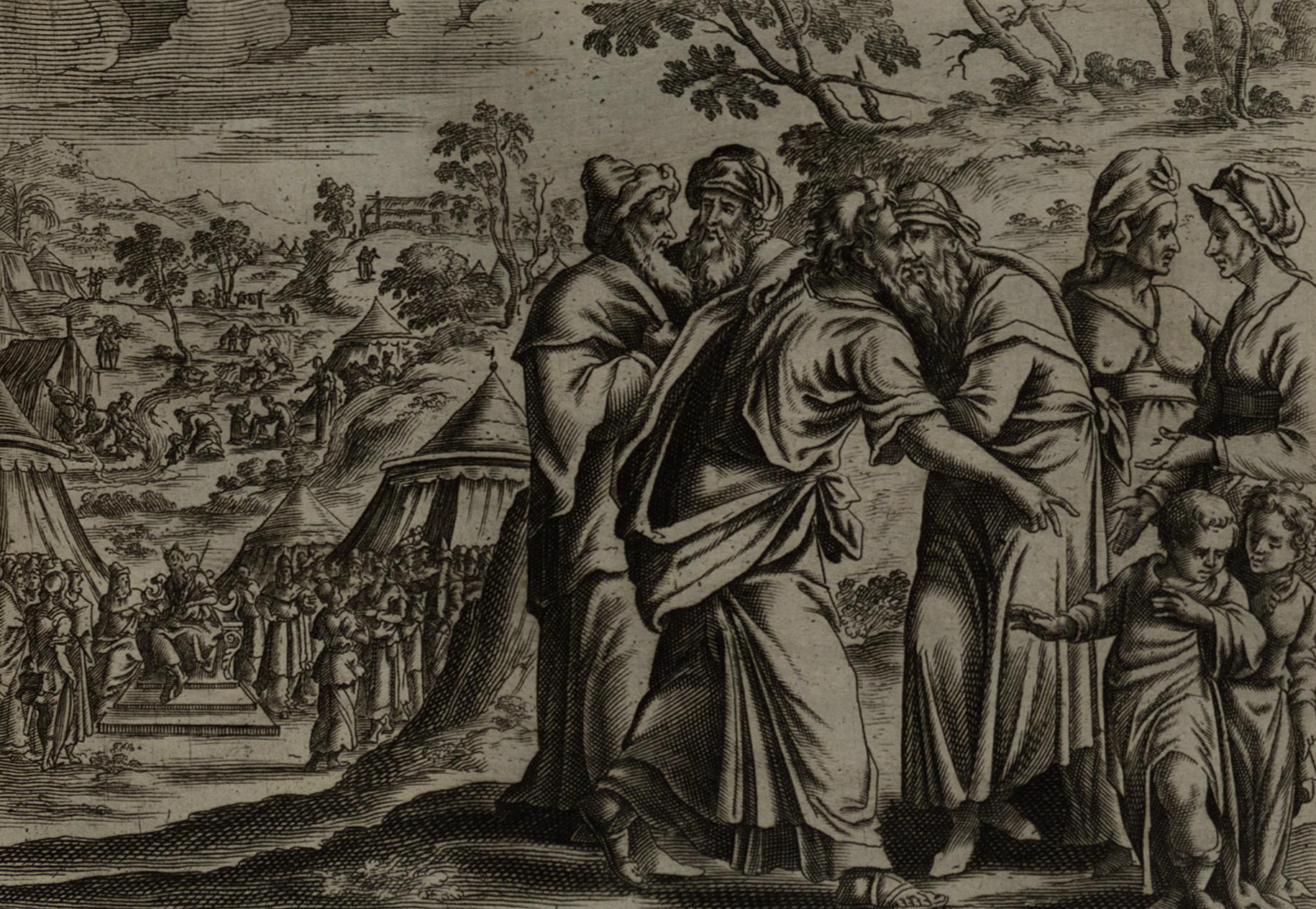
La visite de Jéthro (Gérard Jollain, 1670)
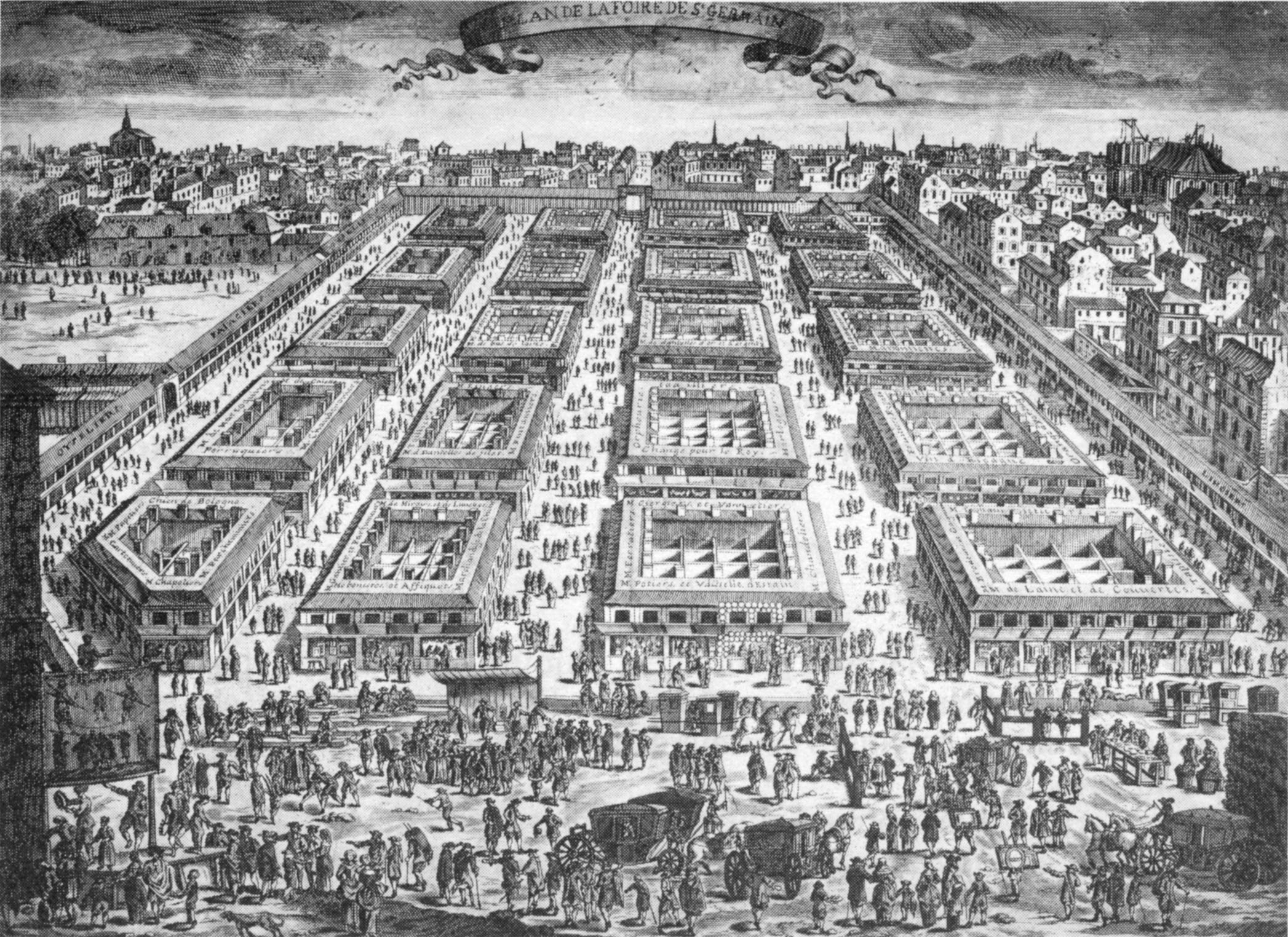
Une foire parisienne
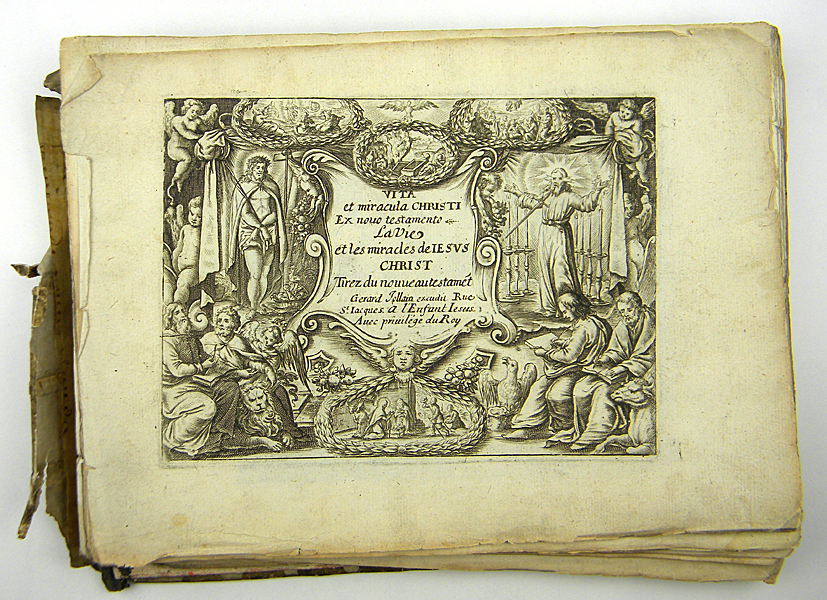
Collection de gravures sur cuivre de Gérard Jollain : Vita et Miracula Christi ex novo testamento